# Крилів (гміна)
Гміна Крилів — колишня (1867—1939 рр.) сільська волость (гміна) Грубешівського повіту Люблінської і Холмської губерній Російської імперії та Люблінського воєводства Польської республіки. Центром ґміни було село Крилів.
У 1867 р. площа волості становила 18 072 моргів (приблизно 101,2 км²), населення — 5 625 осіб.
У 1885 р. до складу волості входили:
1. Космів — село
2. Ласків — село
3. Малків — село і фільварок
4. Новосади — село
5. Перегоріле — село і фільварок
6. Руликівка — фільварок
7. Смолигів — село і фільварок
8. Шиховичі — село
9. Олесин — присілок
10. Крилів — селище

У 1905 р. площа волості становила 7922,5 десятин, було 1466 будинків і 8798 населення, до складу волості входили:
1. Верешин-двір
2. Верешин-село
3. Графка-фільварок
4. Гірка-фільварок
5. Космів-двір
6. Космів-село
7. Крилів-двір
8. Крилів — селище
9. Малків — село
10. Малків — фільварок
11. Надбужжя-фільварок
12. Новосади — село
13. Олесин — фільварок
14. Перегоріле — фільварок
15. Руликівка-фільварок
16. Смолигів — село
17. Смолигів — фільварок
18. Шиховичі — село
19. Шиховичі — фільварок
20. Верешин-двір
21. Верешин-село

У 1915 р. перед наступом німецьких військ російською армією спалені українські села і більшість українців були вивезені углиб Російської імперії, звідки повертались уже після закінчення війни. Натомість поляків не вивозили. В 1919 р. після окупації Польщею Холмщини ґміна у складі повіту включена до Люблінського воєводства Польської республіки. У 1921 р. у ґміні проживало 6166 осіб, з них 3162 православних, 9 греко-католиків, 2225 римо-католиків (латинників і поляків), 4 євангелісти і 766 юдеїв. До складу ґміни входили:
1. Графка-фільварок
2. Гірка-фільварок
3. Космів-фільварок
4. Космів-колонія
5. Космів-село
6. Крилів-фільварок
7. Крилів — селище
8. Малків —село
9. Малків — фільварок
10. Нелещі-колонія
11. Нива-колонія
12. Новосади — село
13. Олесин — фільварок
14. Вільшинка-колонія
15. Перегоріле — фільварок
16. Романів-колонія
17. Руликівка-фільварок
18. Смолигів — село
19. Шиховичі — село
20. Шиховичі — фільварок
21. Верешин-фільварок
22. Верешин-колонія
23. Верешин-село